# Hüseynxanlı
Hüseynxanlı är en ort i Azerbajdzjan.   Den ligger i distriktet Zərdab Rayonu, i den centrala delen av landet, 190 km väster om huvudstaden Baku. Antalet invånare är 424.
Terrängen runt Hüseynxanlı är mycket platt. Närmaste större samhälle är Zardob, 3,8 km öster om Hüseynxanlı.
Trakten runt Hüseynxanlı består till största delen av jordbruksmark. Runt Hüseynxanlı är det ganska tätbefolkat, med 60 invånare per kvadratkilometer.